# AGF Fodbold
AGF er en fodboldklub med hjemmebane på Ceres Park (En del af Atletion) i Aarhus. Klubben er en del af Aarhus Gymnastikforening af 1880 som blev stiftet i 1880. Fodbold kom dog først til i 1902. Fodboldklubben er en af de mest succesfulde danske klubber med 5 danske mesterskaber og 9 pokaltitler. De seneste store succeser ligger dog nogle år tilbage, da AGF's seneste mesterskab var i 1986 og den seneste pokaltitel var i 1996.
Den professionelle del af klubben blev stiftet i 1978. I 2005 blev den professionelle fodboldafdeling en del af den nyoprettede koncern Århus Elite, da man valgte at udvide forretningen med andre områder; Århus GF, Skanderborg AGF Håndbold (tidligere Skanderborg Aarhus Håndbold), Bakken Bears (basketball) og Atletion.
Førsteholdet har siden indførelsen af Superligaen spillet i denne række, bortset fra sæsonerne 2006/2007, 2010/2011 og 2014/2015. AGF er den klub i Danmark, der har spillet flest sæsoner i den bedste række under DBU (1. division/Superliga). I årene 1997-2019 svigtede resultaterne tidligere tiders storhed, hvilket medførte en del interne stridigheder, som igen har medført, at AGF i nogle år fik tilnavnet Galehuset. Fanfraktionen "Galehuset" tog navnet til sig som en ironisk kommentar til deres uforbeholdne støtte til en klub i krise. I sæsonen 2019/2020 kvalificerede klubben sig for første gang under den nye struktur, som var indført i 2016, til mesterskabsslutspillet. Klubben opnåede en bronzemedalje, dvs. den første medalje siden 1997.
I 2024 begyndtes nedrivningen af  Ceres Park for at give plads til et nyt stadion. AGF's førstehold flyttede i 2025 til Vejlby stadion, hvor der er plads til cirka 12.000 mennesker, noget færre end der var plads til på Ceres Park.

## Historie

### De første år
Fodbold kom på klubbens program i 1902, og den 2. november samme år spillede AGF sin første kamp. Det var mod Aarhus Idrætsklub Olympia, der vandt 5-2. Men blot seks år senere sikrede AGF sig klubbens første titel ved at vinde den jyske mesterskabsfinale med en sejr på 3-2 over Ringkøbing. Det blev til i alt syv jyske mesterskaber, samt tre finalepladser i Landsfodboldturneringen før AGF i 1927 kom med i den netop da oprettede landsdækkende Danmarksturneringen.
AGF spillede den første tid på Galgebakken, hvor det nuværende Aarhus Universitet ligger og på en bane ved Friheden i den sydlige ende af byen. I 1911 rykkede man så for første gang ind i eget klubhus efter at have købt boldbanerne ved Dalgas Avenue. Fra 1920 blev hjemmekampene spillet på det nyopførte Aarhus Stadion, hvor klubben har holdt til lige siden. I 1941 flyttede AGF klubhus og træningsanlæg fra Dalgas Avenue til Fredensvang i forstaden Viby.

### Storhedstiden i 1950'erne og 1960'erne
Selvom AGF hørte hjemme i landets næststørste by, så var det dog først i slutningen af 1940'erne, at AGF begyndte at markere sig for alvor, da det blev til DM-bronze tre år i træk fra 1949-51. Efter et enkelt år i 2. division i sæsonen 1952-53 vendte AGF stærkt tilbage og fra 1954 og 11 år frem var klubben blandt Danmarks bedste. Med bl.a. den tidligere ungarske landsholdslegende Géza Toldi som træner, vandt AGF i denne periode fire mesterskaber (heraf tre i træk 1955-57) og fem pokaltitler på taktisk overlegenhed og teknisk fodbold.
AGF var deltager i den allerførste udgave af Mesterholdenes Europa Cup. 21. september 1955 tabte AGF 0-2 i Idrætsparken i København til franske Stade Reims, mens returkampen i Frankrig endte 2-2. I 1961 nåede man endda kvartfinalen i samme turnering, hvor man måtte se sig besejret af portugisiske Benfica, der senere vandt turneringen.

### Professionalismens indførelse
I slutningen af 1960'erne faldt holdets niveau dog en del, og klubben måtte ned i 2. division i både 1968 og 1973. I 1976 vendte AGF dog tilbage til den bedste række, hvor det lykkedes at forblive i 30 år i træk. Det var indførelsen af professionel fodbold i Danmark i 1978, der fik afgørende indflydelse på AGF's sportslige succes. Allerede samme år blev det til bronzemedaljer, og med et stort tilskuer- og sponsorgrundlag i Aarhus lykkedes det hurtigt at opbygge et stærkt mandskab. Den udvikling lykkedes det at holde fast i helt frem til 1998.
Med den tidligere Real Madrid-stjerne Henning Jensen på holdet var AGF allerede i 1982 tæt på at vinde guld. AGF lå på førstepladsen før sidste spilledag. Men uafgjort 2-2 på udebane mod B.93 betød, at guldet i stedet gik til OB. I 1984 var AGF igen tæt på titlen, men blev overgået med et enkelt point af ærkerivalerne Vejle. Først i 1986 lykkedes det endelig at erobre klubbens femte danske mesterskab. Med Jens Harmsen som træner og profiler som Flemming Povlsen, Jan Bartram, John Stampe og Lars Lundkvist blev AGF suveræne mestre allerede i femtesidste spillerunde. Siden fulgte tre pokaltitler i 1987, 1988 og 1992 samt en kvartfinale i Europa Cup for Pokalvindere mod FC Barcelona, som blev tabt knebent.
I 1996 var AGF igen tæt på DM-guld med blandt andre Stig Tøfting og Håvard Flo på holdet. Men i næstsidste runde blev det kun 1-1 mod OB, så Brøndby IF overtog førstepladsen og siden sikrede sig titlen på sidste spilledag ved at slå AaB 2-0, hvorpå AGF måtte nøjes med sølvmedaljer. AGF fik dog revanche i pokalfinalen samme måned ved at slå Brøndby 2-0, klubbens seneste pokaltitel.

### 2000'erne: Mange trænerfyringer
I 1997 blev det til en tredjeplads i Superligaen, men store økonomiske problemer sendte efterfølgende klubben ud i en sportslig deroute. I 2000 blev træner Peter Rudbæk fyret efter syv år på posten, og AGF var de følgende sæsoner næsten konstant i nedrykningsfare. Heftig udskiftning på trænerposten hjalp heller ikke, og i 2006 sluttede klubben så sidst i Superligaen og rykkede ud for dog at vende tilbage til den bedste række året efter.
Ove Pedersen havde overtaget trænerposten fra den svenske fiaskotræner Sören Åkeby i 2006. Trods en fornuftig placering året efter genoprykningen, blev Pedersen fyret i 2009, hvor Erik Rasmussen blev præsenteret som træneren, der skulle genetablere AGF i toppen af dansk fodbold. I 2010 rykkede AGF igen ud af Superligaen efter en famøs sæson, hvor holdet lå nummer ét efter syv runder, men kun formåede at vinde fem af de resterende 26 kampe, samtidig med at Randers FC overhalede århusianerne på en fænomenal slutspurt i løbet af foråret. Hvor ærgerlig nedrykningen var skal ses ud fra det faktum, at AGF satte rekord, som det hold, der er rykket ud af Superligaen med flest point nogensinde. Umiddelbart syntes nedrykningen at være udløst af mange skader blandt nøglespillerne, men Erik Rasmussen har senere erkendt, at han på grund af problemer i privatlivet var ukoncentreret i den periode, hvor holdet raslede ned i tabellen. Rasmussen blev fyret i sommeren 2010, og Peter Sørensen overtog trænerposten; AGF rykkede efter en enkelt sæson i 1. division tilbage i Superligaen. I den følgende sæson (2011-2012) opnåede AGF sin bedste placering i 15 år med en femteplads og kvalificerede sig til Europa League, hvor man dog blev slået ud allerede i indledende runde af det georgiske hold, FC Dila Gori. I sæsonen 2012-2013 startede holdet med gode resultater, men da Peter Graulund pludselig stoppede karrieren i efteråret 2012 og flere nøglespillere blev langtidsskadede, løb AGF ind i en række nederlag i foråret 2013 og sluttede på en syvendeplads.
Sæsonen 2013/2014 begyndte positivt, men efter en periode med blot to point i seks kampe og megen turbulens i medierne vedrørende Peter Sørensens mandskabspleje, valgte bestyrelsen at "afbryde samarbejdet" med træneren den 25. februar 2014, hvorefter Jesper Fredberg blev forfremmet til cheftræner med Martin Jørgensen som assistent. De stod i spidsen for 1. holdet i 14 kampe, hvoraf de 12 blev tabt. Da nedrykningen til 1. division var en kendsgerning, ansatte klubben Morten Wieghorst som ny cheftræner.
I sæsonen 2014/15 var AGF efter 15 runder af turneringen 13 points fra den 2. plads, som gav oprykning, men en god forårssæson (samt et kollaps for Lyngby BK, der ikke var i stand til at vinde i ni kampe i træk), betød, at AGF sikrede sig oprykningen i tredjesidste runde af turneringen.
5. december 2015 meddelte direktør Jacob Nielsen på et pressemøde, at cheftræner Morten Wieghorst var blevet afskediget på grund af manglende resultater og samarbejdsvanskeligheder med ledelsen. Den 6. december blev det bekendtgjort, at Glen Riddersholm var ansat som ny cheftræner.
I foråret 2016 spillede AGF sig i finalen i pokalturneringen efter en samlet sejr på 4-2 i semifinalerne mod AaB. Finalen blev tabt til FC København. Målsætningen for sæsonen 2016/17 var en plads i slutspillet, men holdet endte i playoff, hvor holdet dog sikrede sig en ny sæson i superligaen.
Efter en række udskiftninger i spillertruppen i sommeren 2017 proklamerede ledelsen, at holdet var væsentligt forstærket. Alligevel udeblev resultaterne, og 30. september 2017 meddelte AGF i en pressemeddelelse, at Glen Riddersholm var blevet fyret af denne grund, og at ledelsen havde valgt at ansætte David Nielsen. Anfører Morten Duncan Rasmussen udtalte, at fyringen af Riddersholm kom som et chok for spillerne, fordi denne havde truppens fulde opbakning. AGF's ledelse reagerede herpå med at udtale, at den forventede spillernes fulde loyalitet.

### David Nielsen-årene
Under David Nielsens ledelse var anføreren ikke længere sikret en stamplads, og ved vintertransfervinduets afslutning i januar 2018 skiftede Duncan igen til udlandet, hvor han blev solgt til polske Pogon Szczecin. Trods den noget turbulente start, der ikke blev bedre af, at AGF tabte fire af de første fem kampe under David Nielsen, fik han snart rimelig styr på holdet, og selv om det blev til en tiendeplads i grundspillet, gav den nye turneringsstruktur og gode sejre i nedrykningsspillet klubben en kamp om kvalifikation til Europa League. I Parken tabte holdet dog 1-4 til FCK, som dermed fik pladsen.
I den følgende sæson blev det til en niendeplads i grundspillet og tab til Randers FC i semifinalen om kvalifikation til Europa League. I sæsonen 2019/2020 kvalificerede klubben sig for første gang under den nye struktur til mesterskabsslutspillet. Klubben opnåede en bronzemedalje, hvilket var den første medalje siden 1997. Efter en playoff-kamp mod OB, som blev vundet 2-1, kvalificerede klubben sig til Europa League kvalifikation, hvilket var første deltagelse i europæiske kampe siden 2012.
Den europæiske deltagelse i Europa League  startede med en sejr over FC Honka Espoo fra Finland på 5-2. I næste runde røg AGF dog ud efter et nederlag til NS Mura i Slovenien på 3-0 . Superligasæsonen forløb nogenlunde som året forinden, hvor AGF blev nummer tre i grundspillet, men blev overhalet af FC København i mesterskabsspillet og sluttede på en fjerdeplads. Dette var nok til at give en kvalifikationskamp om deltagelse i Europa igen, og denne kamp vandt AGF mod AaB efter straffesparkskonkurrence.
Efter denne sæson mistede AGF en række af de spillere, der havde været med til at sikre holdet to gode sæsoner i Superligaen: Lejeaftalerne for Kamil Grabara og Kevin Diks udløb, og begge blev efterfølgende købt af FC København, mens Casper Højer Nielsen og Bror Blume blev solgt til udenlandske klubber. Der blev samtidig købt nye spillere i stedet for, men i de første kampe var det tydeligt, at holdet var svækket. Således blev holdet i kvalifikationen til Conference League besejret af upåagtede Larne FC fra Nordirland med nederlag på udebane og uafgjort hjemme. Resultatet blev betegnet som det værste for et dansk hold i europæisk fodbold nogensinde. Resten af efteråret i Superligaen gik heller ikke helt så godt som sæsonerne forinden, men AGF lå på en syvendeplads med gode muligheder for at nå i slutspillet. Imidlertid blev foråret 2022 en lang nedtur for holdet, der blot vandt én kamp; det blev i alt til 14 kampe i træk uden sejr i foråret, og AGF undgik kun akkurat nedrykningen på en samlet tiendeplads. Konsekvensen blev, at AGF og David Nielsen efter gensidig aftale opsagde samarbejdet med virkning fra sæsonens afslutning. David Nielsen opnåede det højeste pointgennemsnit for en cheftræner i AGF i superligaperioden. Han var til det sidste en populær skikkelse blandt fans og spillere og blev hyldet efter den sidste kamp.

### Uwe Rösler, Jakob Poulsen
Afløseren for David Nielsen blev tyske Uwe Rösler.
I den første sæson (2022/2023) i AGF opnåede Uwe Rösler sammen med holdet en bronzemedalje efter en tæt kamp med Viborg FF. Det betød samtidig, at AGF kom i kvalifikationsrunden til UEFA Conference League, som og blev tabt samlet til belgiske Club Brugge. I sæsonen 2023/2024 var holdet igen med i slutspillet om mesterskabet, men i foråret 2024 faldt det tilbage til femtepladsen. I de sidste to runder vandt det imidlertid over FC København og Brøndby IF, hvilket betød, at FC Midtjylland fik guldmedaljerne.
De gode resultater betød, at AGF forlængede kontrakten med træneren, således at den løb til sommeren 2028.
Imidlertid levede holdet den følgende sæson ikke op til forventningerne, især ikke i foråret 2025, hvor kun en enkelt sejr i slutspillet betød, at AGF blev nederst. Dette kostede Rösler jobbet 31. maj 2025.
Klubben hentede afløseren for Rösler i Viborg F.F. i form af den tidligere AGF-spiller, Jakob Poulsen, der blot havde et halvt års erfaring som cheftræner i Viborg.
AGF's anfører Patrick Mortensen er indehaver af flere rekorder. Han har pr. 14. november 2024 scoret 86 mål for AGF i Superligaen, 27 flere end legenden Peter Graulund. Den 21. oktober 2024 slog han rekorden for flest straffesparksscoringer i Superligaens historie med sit 22. mål i en 1-0 sejr over Brøndby IF.

## Faciliteter
AGF spiller sine hjemmekampe på Ceres Park i det centrale Aarhus. Her er der plads til godt 21.000 tilskuere. Træningen foregår på klubbens træningsanlæg i Fredensvang, på grænsen mellem Viby og Højbjerg syd for Aarhus. Træningsanlægget er i anden halvdel af 2010'erne moderniseret med blandt andet et nyt klubhus og kunstgræsbaner. Derudover gik klubben i 2018 i gang med at opføre et akademi til udvikling af unge spillere.

## Nuværende spillertrup
| Nr. | Land      | Position | Spiller             |
| --- | --------- | -------- | ------------------- |
| 1   | Danmark   | MM       | Jesper Hansen       |
| 2   | Sverige   | FO       | Felix Beijmo        |
| 3   | Danmark   | FO       | Henrik Dalsgaard    |
| 5   | Danmark   | FO       | Frederik Tingager   |
| 6   | Danmark   | MI       | Nicolai Poulsen     |
| 7   | Danmark   | MI       | Mads Emil Madsen    |
| 8   | Danmark   | MI       | Sebastian Jørgensen |
| 9   | Danmark   | AN       | Patrick Mortensen   |
| 10  | Norge     | MI       | Kristian Arnstad    |
| 11  | Sydafrika | MI       | Gift Links          |
| 14  | Danmark   | FO       | Tobias Mølgaard     |
| 15  | Senegal   | AN       | Youssouph Badji     |

| Nr. | Land    | Position | Spiller            |
| --- | ------- | -------- | ------------------ |
| 17  | Sverige | MI       | Kevin Yakob        |
| 19  | Sverige | FO       | Eric Kahl          |
| 22  | Sverige | MM       | Leopold Wahlstedt  |
| 23  | Danmark | MI       | Tobias Bach        |
| 26  | Danmark | FO       | Jacob Andersen     |
| 27  | Danmark | AN       | Stefen Tchamche    |
| 29  | Danmark | FO       | Rasmus Carstensen  |
| 31  | Danmark | AN       | Tobias Bech        |
| 32  | Danmark | MM       | Jonathan Hutters   |
| 33  | Danmark | FO       | Luka Callø         |
| 39  | Danmark | AN       | Frederik Emmery    |
| 40  | Danmark | FO       | Jonas Jensen-Abbew |

Oversigt sidst opdateret: 15. juli 2025.

## Spillertransfers
De seneste udskiftninger i spillertruppen:
| 0Sommer 2023 | 0Sommer 2023 |
| --- | --- |
| 1. Janni Serra – Købt i Arminia Bielefeld 2. Tobias Anker – Købt i Vendsyssel FF 3. Bailey Peacock-Farrell – Leje fra Burnley F.C. 4. Michael Akoto – Købt i Dynamo Dresden 5. Magnus Knudsen – Lejet i FK Rostov 6. Tobias Bech – Købt i FC Ingolstadt 04 7. Zach Duncan – Retur efter leje 8. Felix Beijmo – Købt i Malmö FF 9. Julius Beck – Lejet i Spezia Calcio 10. Mats Knoester – Lejet i Ferencváros | 1. Jelle Duin – Retur efter leje 2. Alexander Munksgaard – Solgt til HNK Gorica 3. Yann Aurel Bisseck – Solgt til Inter 4. Per Kristian Bråtveit – Kontraktudløb 5. Frederik Ihler – Solgt til Landskrona BoIS 6. Oliver Lund – Kontraktudløb 7. Dawid Kurminowski – Solgt til Zagłębie Lubin 8. Adam Daghim – Solgt til FC Red Bull Salzburg 9. Thomas T. Kristensen – Solgt til Udinese Calcio |

| 0Vinter 2023 | 0Vinter 2023                                                                               |
| --- | ------------------------------------------------------------------------------------------ |
| 1. Jelle Duin – Leje fra AZ Alkmaar 2. Mikkel Duelund – Leje fra Dynamo Kiev 3. Felix Beijmo – Leje fra Malmö FF 4. Peter Bjur – Købt i Brøndby IF | 1. Alexander Munksgaard – Udlejet til Aalesund 2. Zach Duncan – Udlejet til Perth Glory FC |

| 0Sommer 2022 | 0Sommer 2022 |
| --- | --- |
| 1. Sigurd Haugen – Købt fra Aalesund 2. Mads Emil Madsen – Købt fra Slavia Prag 3. Tobias Mølgaard – Købt fra Vejle 4. Jelle Duin – Lejet i AZ Alkmaar 5. Per Kristian Bråtveit – Købt fra Vålarenga 6. Kevin Yakob – Købt fra IFK Göteborg 7. Sebastian Grønning – Kontraktløs | 1. Jack Wilshere – Kontraktudløb 2. Mustapha Bundu – Lejeaftale udløbet 3. Jón Dagur Thorsteinsson – Kontraktudløb 4. Viktor Noring – Kontraktudløb 5. Eskild Dall – Lejeaftale udløbet 6. Frederik Ihler – Udlejet til Skive IK 7. Albert Grønbæk – Solgt til FK Bodø/Glimt 8. Dawid Kurminowski – Udlejet til Zagłębie Lubin |

| 0Vinter 2022 (og forår) | 0Vinter 2022 (og forår) |
| --- | --- |
| 1. Jack Wilshere – Fri transfer 2. Viktor Noring – Fri transfer 3. Frederik Ihler – Fra ungdomsafdelingen 4. Adam Daghim – Fra ungdomsafdelingen 5. Eskild Dall – Lejet i AFC Ajax | 1. Alexander Ammitzbøll – Solgt til Aalesund 2. Magnus Anbo – Karrierestop 3. Mikkel Lassen – Solgt til AC Horsens 4. Patrick Olsen – Solgt til Śląsk Wrocław 5. Jesper Juelsgård – Kontraktophævelse; skiftet til Valur 6. William Eskelinen – Fri transfer til Örebro SK |

| 0Sommer 2021 (og efterår) | 0Sommer 2021 (og efterår) |
| --- | --- |
| 1. Dawid Kurminowski – Købt i MŠK Žilina 2. Oliver Lund – Hentet i OB (fri transfer) 3. Yann Aurel Bisseck – Lejet i 1. FC Köln 4. Eric Kahl – Købt i AIK 5. Anthony D'Alberto – Hentet i Moreirense F.C. (fri transfer) 6. Frederik Brandhof – Hentet i Viborg F.F. (fri transfer) 7. Mikkel Lassen – Retur fra udlejning 8. Thomas T. Kristensen – Fra egne rækker 9. Mustapha Bundu – Lejet i RSC Anderlecht 10. Mikael Anderson – Købt i FC Midtjylland 11. Magnus Anbo – Retur fra udlejning | 1. Bror Blume – Kontraktudløb 2. Casper Højer Nielsen – Solgt til AC Sparta Prag 3. Mathias Jørgensen – Retur efter leje 4. Kamil Grabara – Retur efter leje 5. Kevin Diks – Retur efter leje 6. Magnus Anbo – Udlejet til Stjarnan 7. Milan Jevtović – Solgt til Odds BK 8. Søren Tengstedt – Solgt til Silkeborg IF 9. Alex Gersbach – Kontrakt ophævet; til Grenoble Foot 38 10. Mikkel Lassen – Udlejet til AC Horsens 11. Niklas Backman – Karrierestop |

| 0Vinter 2020/2021 | 0Vinter 2020/2021 |
| --- | --- |
| 1. Alexander Ammitzbøll – Retur efter udlejning 2. Daniel Arzani – Lejet i Manchester City 3. Mathias Jørgensen – Lejet i New York Red Bulls 4. Magnus Kaastrup – Retur efter udlejning 5. Bubacarr Sanneh – Lejet i RSC Anderlecht | 1. Mustafa Amini – Kontrakt udløbet 2. Nicklas Helenius – Solgt til Silkeborg IF 3. Magnus Kaastrup – Solgt til Lyngby BK 4. Mikkel Lassen – Udlejet til Skive IK |

| 0Sommer 2020 | 0Sommer 2020 |
| --- | --- |
| 1. Patrick Olsen – Hentet i AaB 2. Søren Tengstedt – Hentet i AaB 3. Milan Jevtović – Hentet i Røde Stjerne Beograd 4. Kevin Diks – Retur på nyt lejemål fra ACF Fiorentina 5. Mustafa Amini – Ny kort kontrakt 6. Kamil Grabara – Hentet i Liverpool FC (lejeaftale) | 1. Jakob Ankersen – Fri transfer til Esbjerg FB 2. Mustafa Amini – Kontrakt udløbet 3. Mustapha Bundu – transfer til RSC Anderlecht 4. Kevin Diks – Retur til ACF Fiorentina 5. Magnus Kaastrup – Udlejet til Viborg FF |

| 0Vinter 2019/2020                                | 0Vinter 2019/2020                                  |
| ------------------------------------------------ | -------------------------------------------------- |
| 1. Albert Grønbæk Erlykke – Hentet i egne rækker | 1. Alexander Ammitzbøll – Udlejet til FK Haugesund |

| 0Vinter 2020/2021 | 0Vinter 2020/2021 |
| --- | --- |
| 1. Alexander Ammitzbøll – Retur efter udlejning 2. Daniel Arzani – Lejet i Manchester City 3. Mathias Jørgensen – Lejet i New York Red Bulls 4. Magnus Kaastrup – Retur efter udlejning 5. Bubacarr Sanneh – Lejet i RSC Anderlecht | 1. Mustafa Amini – Kontrakt udløbet 2. Nicklas Helenius – Solgt til Silkeborg IF 3. Magnus Kaastrup – Solgt til Lyngby BK 4. Mikkel Lassen – Udlejet til Skive IK |

| 0Sommer 2020 | 0Sommer 2020 |
| --- | --- |
| 1. Patrick Olsen – Hentet i AaB 2. Søren Tengstedt – Hentet i AaB 3. Milan Jevtović – Hentet i Røde Stjerne Beograd 4. Kevin Diks – Retur på nyt lejemål fra ACF Fiorentina 5. Mustafa Amini – Ny kort kontrakt 6. Kamil Grabara – Hentet i Liverpool FC (lejeaftale) | 1. Jakob Ankersen – Fri transfer til Esbjerg FB 2. Mustafa Amini – Kontrakt udløbet 3. Mustapha Bundu – transfer til RSC Anderlecht 4. Kevin Diks – Retur til ACF Fiorentina 5. Magnus Kaastrup – Udlejet til Viborg FF |

| 0Vinter 2019/2020                                | 0Vinter 2019/2020                                  |
| ------------------------------------------------ | -------------------------------------------------- |
| 1. Albert Grønbæk Erlykke – Hentet i egne rækker | 1. Alexander Ammitzbøll – Udlejet til FK Haugesund |

## Organisation af AGF Fodbold
- Adm. direktør Jacob Nielsen
- Sportschef Stig Inge Bjørnebye
- Talentchef Jesper Ørskov
- Sportslig adm. Ole Hall
- Pressechef Søren Højlund Carlsen

## Trænerstab i AGF Fodbold
- Cheftræner Jakob Poulsen
- Assistenttræner Niklas Backman
- Assistenttræner Philipp Grobelny
- Analytiker Jonas Wendelbo
- Målmandstræner Andras Gango
- Head of Performance and Medical Phil Mansfield
- Fysisk træner Andreas Jensen
- Fysisk træner Tomas Lane
- Holdleder Nikolai Pold
- Holdleder Søren Teglgaard Jørgensen
- Læge Jacob Astrup
- Fysioterapeut Uffe Hansen
- Fysioterapeut Klaus Bredsgaard

## Kendte tidligere spillere
| - Leon Andreasen opnåede ingen A-landsholdskampe da han spillede for AGF - Tom Bonde - Henning Enoksen vandt sølv ved OL i 1960 - Håvard Flo - Per Frimann nu fodboldkommentator på tv3 - Henry From vandt sølv ved OL i 1960 - Peter Graulund - Aage Rou Jensen - Henning Jensen tidligere Real Madrid - Mads Jørgensen | - Martin Jørgensen opnåede landskamp nr. 100 som AGF-spiller 17. november 2010 - Bjørn Kristensen - Søren Larsen - Hans Christian Nielsen vandt sølv ved OL i 1960 - Kent Nielsen Europamester 1992 - Brian Steen Nielsen - Torben Piechnik Europamester 1992 før han skiftede til AGF - Jakob Poulsen scorede sejrsmål til 1-0 mod Sverige, der endegyldigt sendte Danmark til VM i 2010 | - Flemming Povlsen Europamester 1992, men ingen A-landsholdskampe da han spillede for AGF - Troels Rasmussen - Marc Rieper - Casper Sloth opnåede 3 landskampe som spiller i AGF - Stig Tøfting - John Sivebæk Europamester 1992 før han skiftede til AGF - Claus Thomsen - Thomas Thorninger |

### Danske A-landsholdspillere fra AGF
AGF har haft 53 landsholdsspillere pr. november 2023:
| - John Amdisen - Søren Andersen - Jan Bartram - Lars Bastrup - Henning Bjerregaard - Tommy Christensen - Morten Donnerup - Henning Enoksen - Per Frimann - Henry From - Bjarke Gundlev | - Sigurd Iversen - Erik Jensen - Erik Kuld Jensen - John Jensen - Søren Vadstrup Jensen - Aage Rou Jensen - Martin Jørgensen - Peder Kjær - Per Knudsen - Bjørn Kristensen - Haldur Lasthein | - Orla Laugesen - Jan Lauridsen - Søren Larsen - Michael Lumb - Lars Lundkvist - Carl Lundsteen - Aksel Madsen - Aksel Daniel Nielsen - Hans Christian Nielsen - Hugo Nielsen - Kai Nielsen | - Kent Nielsen - Jørgen Olesen - Danny Olsen - Frank Olsen - Agner Petersen - Claes Petersen - Torben Piechnik - Jakob Poulsen - Morten "Duncan" Rasmussen - Troels Rasmussen - Marc Rieper | - Kim Sander - Casper Sloth - John Stampe - Edmund Sørensen - Ove Sørensen - Tage Sørensen - Stig Tøfting - Bent Wolmar - Kim Ziegler - Patrick Mortensen - Jesper Hansen |

### Udenlandske landholdspillere
Spillere, der har spillet kampe for deres respektive landshold, mens de har været på kontrakt i AGF. Årstal angiver tid på landsholdet.
| - Kári Árnason (2006-09) - Wade Barrett (2002-04) - Elmar Bjarnason (2015-17) - Shane Cansdell-Sherriff (2003-2006) - Davit Devdariani (2008-2012) - Josta Dladla (2002-04) - Michael Doyle - Liam Miller | - Benny Feilhaber - Håvard Flo - Tobias Grahn - Jan Halvor Halvorsen - Oli Johannesen - Jerry Lucena - Tomasz Mazurkiewicz - Jeremiah White | - Helgi Sigurðsson - Erik Solér - Dioh Williams - Mustafa Amini - Jón Dagur Thorsteinsson - Mikael Anderson - Kevin Yakob (2023-) - Bailey Peacock-Farrell |

## AGFs cheftrænere gennem tiden
| - 1919-22 Axel Gottfried Pettersson - 1922-24 Thomas Brown - 1925-27 Harald Hansen - 1927-31 Alfred Rasmussen - 1932-35 Fritz Molnar - 1936-37 William von Würden - 1938-39 Søren Vadstrup Jensen - 1939-40 Knud Aage Andersen - 1941-51 Gerhard Müller - 1952-54 Peter Vesterbak - 1954-56 Géza Toldi - 1956-58 Peter Vesterbak - 1959-60 Walther Pfeiffer - 1960-64 Géza Toldi - 1965-66 Henry From | - 1967-68 Erik Kuld Jensen - 1969-73 Kaj Christensen - 1974 Jimmy Strain - 1974-75 Henry From - 1976 Jørn Bjerregaard - 1977-79 Erik Christensen - 1980-83 Poul Erik Bech - 1984-86 Jürgen Wähling - 1986 Jens Harmsen - 1987-88 Allan Hebo Larsen - 1989 Jens Harmsen - 1990 Ole Brandenborg - 1990-93 Lars Lundkvist - 1993-2000 Peter Rudbæk - 2000 Lars Lundkvist og Kent Nielsen | - 2000-01 Ove Christensen - 2001-02 John Stampe - 2002 Hans Petersen - 2002-03 Poul Hansen - 2003-05 Sören Åkeby - 2005 Brian Steen Nielsen og Jesper Tollefsen - 2006-08 Ove Pedersen - 2009-10 Erik Rasmussen - 2010-14 Peter Sørensen - 2014 Jesper Fredberg - 2014-15 Morten Wieghorst - 2015-17 Glen Riddersholm - 2017-22 David Nielsen - 2022-25 Uwe Rösler - 2025- Jakob Poulsen |

## Resultater i fodbold

### Titler
- Danmarksmesterskabet
  - Vinder (5): 1954-1955, 1955-1956, 1956-1957, 1960 og 1986.
  - Sølv (8): 1920–21, 1922–23, 1924–25, 1944–45, 1964, 1982, 1984, 1995–96
  - Bronze (12): 1933, 1949, 1950, 1951, 1962, 1978, 1983, 1985, 1987, 1991, 1997, 2020, 2023
- Pokalturneringen:
  - Vinder (9): 1954–55, 1956–57, 1959–60, 1960–61, 1964–65, 1986–87, 1987–88, 1991–92, 1995–96
  - Finalist (4): 1958–59, 1989–90, 2015–16, 2023-24
- Super Cup:
  - Finalist (1): 1996
- Intertoto Cup:
  - Gruppevinder (3): 1981, 1982, 1984
- Provinsmesterskabet:
  - Vinder (3): 1920-1921, 1922-1923, 1924-1925
- Det jyske mesterskab:
  - Vinder (13): 1907-08, 1908-09, 1918-19, 1920-21, 1921-22, 1922-23, 1924-25, 1933-34, 1934-35, 1943-44, 1945-46, 1948-49, 1949-50

### Placeringer i fodbold siden 1928
| Sæson   | Division - Navn     | Place- ring | Pokal- turnering |
| ------- | ------------------- | ----------- | ---------------- |
| 1927/28 | Danmarksturneringen | 6-10        |                  |
| 1928/29 | Danmarksturneringen | 5           |                  |
| 1929/30 | Oprykningsserien    | 1           |                  |
| 1930/31 | Mesterskabsserien   | 5           |                  |
| 1931/32 | Mesterskabsserien   | 7           |                  |
| 1932/33 | Mesterskabsserien   | 3           |                  |
| 1933/34 | Mesterskabsserien   | 6           |                  |
| 1934/35 | Mesterskabsserien   | 6           |                  |
| 1935/36 | Mesterskabsserien   | 4           |                  |
| 1936/37 | Mesterskabsserien   | 7           |                  |
| 1937/38 | Mesterskabsserien   | 8           |                  |
| 1938/39 | Mesterskabsserien   | 7           |                  |
| 1939/40 | Mesterskabsserien   | 9           |                  |
| 1940/41 | Kreds 1             | 5           |                  |
| 1941/42 | Kreds 1             | 3           |                  |
| 1942/43 | Kreds 1             | Semif.      |                  |
| 1943/44 | Kreds 1             | Kvartf.     |                  |
| 1944/45 | Kreds 1             | 2           |                  |
| 1945/46 | 1. division         | 8           |                  |
| 1946/47 | 1. division         | 5           |                  |
| 1947/48 | 1. division         | 4           |                  |
| 1948/49 | 1. division         | 3           |                  |
| 1949/50 | 1. division         | 3           |                  |
| 1950/51 | 1. division         | 3           |                  |
| 1951/52 | 1. division         | 10          |                  |
| 1952/53 | 2. division         | 1           |                  |
| 1953/54 | 1. division         | 7           |                  |
| 1954/55 | 1. division         | 1           | Vinder           |
| 1955/56 | 1. division         | 1           | Semifinale       |
| 1956/57 | 1. division         | 1           | Vinder           |
| 1958    | 1. division         | 6           | 4. runde         |
| 1959    | 1. division         | 5           | Finalist         |

| Sæson | Division - Navn | Place- ring | Pokal- turnering |
| ----- | --------------- | ----------- | ---------------- |
| 1960  | 1. division     | 1           | Vinder           |
| 1961  | 1. division     | 5           | Vinder           |
| 1962  | 1. division     | 3           | 3. runde         |
| 1963  | 1. division     | 5           | 4. runde         |
| 1964  | 1. division     | 2           | Kvartfinale      |
| 1965  | 1. division     | 8           | Vinder           |
| 1966  | 1. division     | 4           | 4. runde         |
| 1967  | 1. division     | 10          | 3. runde         |
| 1968  | 1. division     | 12          | 4. runde         |
| 1969  | 2. division     | 5           | 4. runde         |
| 1970  | 2. division     | 3           | 2. runde         |
| 1971  | 2. division     | 1           | 4. runde         |
| 1972  | 1. division     | 8           | 3. runde         |
| 1973  | 1. division     | 12          | Semifinale       |
| 1974  | 2. division     | 7           | 3. runde         |
| 1975  | 2. division     | 3           | 3. runde         |
| 1976  | 2. division     | 2           | 4. runde         |
| 1977  | 1. division     | 9           | 2. runde         |
| 1978  | 1. division     | 3           | 2. runde         |
| 1979  | 1. division     | 9           | Kvartfinale      |
| 1980  | 1. division     | 4           | Kvartfinale      |
| 1981  | 1. division     | 4           | Kvartfinale      |
| 1982  | 1. division     | 2           | 4. runde         |
| 1983  | 1. division     | 3           | 3. runde         |
| 1984  | 1. division     | 2           | 4. runde         |
| 1985  | 1. division     | 3           | 4. runde         |
| 1986  | 1. division     | 1           | Kvartfinale      |
| 1987  | 1. division     | 3           | Vinder           |
| 1988  | 1. division     | 8           | Vinder           |
| 1989  | 1. division     | 5           | Kvartfinale      |

| Sæson   | Division - Navn | Place- ring | Pokal- turnering |
| ------- | --------------- | ----------- | ---------------- |
| 1990    | 1. division     | 7           | Finalist         |
| 1991    | Superligaen     | 3           | 3. runde         |
| 1991/92 | Superligaen     | 4           | Vinder           |
| 1992/93 | Superligaen     | 6           | 5. runde         |
| 1993/94 | Superligaen     | 8           | Semifinale       |
| 1994/95 | Superligaen     | 4           | 4. runde         |
| 1995/96 | Superligaen     | 2           | Vinder           |
| 1996/97 | Superligaen     | 3           | 5. runde         |
| 1997/98 | Superligaen     | 8           | Kvartfinale      |
| 1998/99 | Superligaen     | 10          | 5. runde         |
| 1999/00 | Superligaen     | 10          | 4. runde         |
| 2000/01 | Superligaen     | 8           | 4. runde         |
| 2001/02 | Superligaen     | 10          | 5. runde         |
| 2002/03 | Superligaen     | 10          | 4. runde         |
| 2003/04 | Superligaen     | 8           | 4. runde         |
| 2004/05 | Superligaen     | 9           | Kvartfinale      |
| 2005/06 | Superligaen     | 12          | 4. runde         |
| 2006/07 | 1. division     | 2           | 4. runde         |
| 2007/08 | Superligaen     | 10          | 4. runde         |
| 2008/09 | Superligaen     | 6           | 4. runde         |
| 2009/10 | Superligaen     | 11          | 2. runde         |
| 2010/11 | 1. division     | 1           | Kvartfinale      |
| 2011/12 | Superligaen     | 5           | 4. runde         |
| 2012/13 | Superligaen     | 7           | 4. runde         |
| 2013/14 | Superligaen     | 11          | Kvartfinale      |
| 2014/15 | 1. division     | 2           | 3. runde         |
| 2015/16 | Superligaen     | 10          | Finalist         |
| 2016/17 | Superligaen     | 11          | Kvartfinale      |
| 2017/18 | Superligaen     | 7           | 3. runde         |
| 2018/19 | Superligaen     | 8           | 4. runde         |

| Sæson   | Division - Navn | Place- ring | Pokal- turnering |
| ------- | --------------- | ----------- | ---------------- |
| 2019/20 | Superligaen     | 3           | Semifinale       |
| 2020/21 | Superligaen     | 4           | Semifinale       |
| 2021/22 | Superligaen     | 10          | 4. runde         |
| 2022/23 | Superligaen     | 3           | 4. runde         |
| 2023/24 | Superligaen     | 5           | Finalist         |

## Europæisk deltagelse

### UEFA Champions League / Mesterholdenes Europa Cup
| Sæson   | Runde       | Modstander     | Hjemme | Ude | Samlet |
| ------- | ----------- | -------------- | ------ | --- | ------ |
| 1955-56 | 1. runde    | Stade de Reims | 0-2    | 2-2 | 2-4    |
| 1956-57 | Kvalifik.   | OGC Nice       | 1-1    | 1-5 | 2-6    |
| 1957-58 | Kvalifik.   | Glenavon FC    | 0-0    | 3-0 | 3-0    |
| 1957-58 | 1. runde    | Sevilla FC     | 2-0    | 0-4 | 2-4    |
| 1960-61 | 1. runde    | Legia Warszawa | 3-0    | 0-1 | 3-1    |
| 1960-61 | 2. runde    | Fredrikstad FK | 3-0    | 1-0 | 4-0    |
| 1960-61 | Kvartfinale | SL Benfica     | 1-4    | 1-3 | 2-7    |
| 1987-88 | 1. runde    | Jeunesse Esch  | 4-1    | 0-1 | 4-2    |
| 1987-88 | 2. runde    | SL Benfica     | 0-0    | 0-1 | 0-1    |

### UEFA Europa League / UEFA Cup
| Sæson   | Runde      | Modstander     | Hjemme | Ude | Samlet  |
| ------- | ---------- | -------------- | ------ | --- | ------- |
| 1979-80 | 1. runde   | Stal Mielec    | 1-1    | 1-0 | 2-1     |
| 1979-80 | 2. runde   | Bayern München | 1-2    | 1-3 | 2-5     |
| 1983-84 | 1. runde   | Celtic FC      | 1-4    | 0-1 | 1-5     |
| 1984-85 | 1. runde   | Widzew Łódź    | 1-0    | 0-2 | 1-2     |
| 1985-86 | 1. runde   | KSV Waregem    | 0-1    | 2-5 | 2-6     |
| 1997-98 | 2. kvalif. | Ujpesti Dosza  | 3-2    | 0-0 | 3-2     |
| 1997-98 | 1. runde   | FC Nantes      | 2-2    | 1-0 | 3-2     |
| 1997-98 | 2. runde   | FC Twente      | 1-1    | 0-0 | 1-1 (U) |
| 2012-13 | 2. kvalif. | FC Dila Gori   | 1-2    | 1-3 | 2-5     |
| 2020-21 | 1. kvalif. | Honka          | 5-2    |     | 5-2     |
| 2020-21 | 2. kvalif. | Mura           |        | 0-3 | 0-3     |

### UEFA Europa Conference League
| Sæson   | Runde      | Modstander  | Hjemme | Ude | Samlet |
| ------- | ---------- | ----------- | ------ | --- | ------ |
| 2021-22 | 2. kvalif. | Larne FC    | 1-1    | 1-2 | 2-3    |
| 2023-24 | 2. kvalif. | Club Brugge | 1-0    | 0-3 | 1-3    |

### Pokalvindernes Europa Cup
| Sæson   | Runde       | Modstander         | Hjemme | Ude | Samlet |
| ------- | ----------- | ------------------ | ------ | --- | ------ |
| 1961-62 | 1. runde    | Werder Bremen      | 2-3    | 0-2 | 2-5    |
| 1965-66 | 1. runde    | Vitória Setubal    | 2-1    | 2-1 | 4-2    |
| 1965-66 | 2. runde    | Celtic FC          | 0-1    | 0-2 | 0-3    |
| 1988-89 | 1. runde    | Glenavon FC        | 3-1    | 4-1 | 7-2    |
| 1988-89 | 2. runde    | Cardiff City       | 4-0    | 2-1 | 6-1    |
| 1988-89 | Kvartfinale | FC Barcelona       | 0-1    | 0-0 | 0-1    |
| 1992-93 | 1. runde    | AIK Stockholm      | 1-1    | 3-3 | (U)4-4 |
| 1992-93 | 2. runde    | Steaua Bukarest    | 3-2    | 1-2 | 4-4(U) |
| 1996-97 | 1. runde    | Olimpija Ljubljana | 1-1    | 0-0 | 1-1(U) |

### Intertoto Cup
| Sæson   | Runde      | Modstander          | Hjemme | Ude | Kommentar               |
| ------- | ---------- | ------------------- | ------ | --- | ----------------------- |
| 1995-96 | Gruppespil | Górnik Zabrze       | 4-1    | x   | -                       |
| 1995-96 | Gruppespil | Karlsruher SC       | x      | 0-3 | -                       |
| 1995-96 | Gruppespil | FC Basel            | 2-1    | x   | -                       |
| 1995-96 | Gruppespil | Sheffield Wednesday | x      | 1-3 | AGF blev nr.4 i gruppen |
| 2001-02 | 1. runde   | Publikum Celje      | 1-0    | 1-7 |                         |

## Klubrekorder
Opgjort pr. 1/7 2011.

Siden 1927 er AGF den klub, der har spillet flest sæsoner i den bedste række, i alt 68, og den klub, der har spillet flest kampe i den bedste række, i alt 1.632 kampe. AGF er den klub, der har spillet næstflest kampe i Danmarksturneringen (i alt 1.951 kampe). AGF er også den klub, der har vundet DBU's pokalturnering flest gange (9).
Resultater
- Største sejr hjemme: 13-1 mod Fremad Amager, 1.division, 28. oktober 1934
- Største sejr ude: 6-0 mod OB, 1.division, 29. maj 1967.
- Største nederlag hjemme: 0-9 mod B93, 1.division, 7. april 1946
- Største nederlag ude: 0-9 mod B1913 20. oktober 1940 og 0-9 mod KB, 1.division, 15. september 1968.
- Flest sejre i træk: 15 sejre (7. september 1952 – 10. maj 1953)
- Flest kampe ubesejret i træk: 26 kampe (4. november 1985 – 9. november 1986)
- Flest nederlag i træk: 11 nederlag (22. august – 3. november 1968)
- Flest kampe uden sejr: 16 kampe (9. juni 1968 – 7. april 1969)

Tilskuere
- Tilskuerrekord hjemmebane: 23.990. AGF – Esbjerg fB 0-4, 23. oktober 1962
- Tilskuerrekord udebane: 39.700. KB – AGF 4-0, Idrætsparken, København. 13. november 1949
- Tilskuerrekord Europa Cup hjemmebane: 22.400. AGF – SL Benfica 1-4, 30. marts 1961
- Tilskuerrekord Europa Cup udebane: 57.100. SL Benfica – AGF 3-1, Estadio da Luz, Lissabon. 8. marts 1961
- Tilskuerrekord venskabskamp udebane: 102.300. Ferencvarosi TC – AGF 10-0, Nep Stadion, Budapest. 28. juli 1956

Spillere
- Flest kampe: John Stampe 444 kampe (1977-1991)
- Flest sæsoner: Aage Rou Jensen 19 sæsoner (1943-1961)
- Flest titler: John Amdisen, 4 x DM-guld, 5 x vinder af Pokalturneringen (1955-1965)
- Yngste spiller: Magnus Kaastrup, 16 år 198 dage, 14. juli 2017
- Ældste spiller: Erik Boye, 39 år 59 dage, 6. april 2003

## Fankultur
AGF's officielle fanklub er AGF Fanclub Aarhus, der blev stiftet 9. november 1992 som en af de første fanklubber i Danmark. I 2018 havde den ca. 900 medlemmer. Desuden har der i tidens løb været en række andre, mere uofficielle fangrupperinger. Blandt de større af disse er Nysir, der også driver initiativet "Samlet for Aarhus", der bl.a. ligesom AGF Fanclub Aarhus arrangerer ture til klubbens udekampe. Tidligere har den højreradikale hooligangruppering af AGF-fans White Pride vakt opsigt. I 2003 opstod den uofficielle galgenhumoristiske fanfraktion "Galehuset", der lavede flere utraditionelle happenings for at støtte klubben. De uddrev således onde ånder fra Fredensvang, når spillertruppen var plaget af for mange skader, og samlede ved en lejlighed ind til en glad aften for spillerne i byen, så de for en stund kunne lægge de dårlige resultater bag sig. Navnet tog de, fordi klubben selv blev omtalt som et galehus i en periode i 2000- og 2010-årene, hvor der var uro på de indre linjer.
AGF-fans råber typisk "Kom så de hviie", hvor det bløde 'd' i 'hvide' er udeladt, hvilket er karakteristisk for Aarhus-dialekten, således at udtalen i sig selv bliver en markering af det århusianske tilhørsforhold. Et andet kendt AGF-udtryk er "Næst' år", når resultaterne i indeværende sæson svigter, og man i stedet sætter forventningerne op til næste sæson - et udtryk der også blev brugt på sangen Næst' år af Baconflex og Jøden fra albummet AGF Tributen (2004).
På sociale medier bruger AGF-fans hashtaggene #KSDH (Kom Så De Hviie) samt #UltraTwitterAGF særligt på Twitter.
Af sange har AGF-fans særligt taget "I troede vi var døde og borte" til sig. Desuden Thomas Helmigs "Malaga", som spilles på Ceres Park før hver hjemmekamp.
De mest stemningsskabende fans har gennem årene stået forskellige steder på Ceres Park, hvor man i andre klubber identificerer sig stærkt med et bestemt tribuneafsnit. I 1990'erne stod de således på Sydtribunen og senere i Barcelona-hjørnet. På det ombyggede stadion har fansene holdt til i C1-C3, men flyttede i slutningen af 2017 til B1-B2.